# Пата (музыкант)
Томоаки Исидзука (яп. 石塚 智昭 Исидзука Томоаки, род. 4 ноября 1965, Тиба), более известный как Пата (Pata) — японский музыкант, ритм-гитарист метал-группы X Japan. Присоединился к группе в 1987 году и оставался в ней до её распада в 1997 году, затем участвовал в её воссоединении в 2007 году.
Через год после распада коллектива он основал недолгий дуэт P.A.F. с певцом NoB и в 2000 году создал группу Dope HEADz с бас-гитаристом X Japan Хитом и I.N.A. — ударником Spread Beaver. После её распада в 2002 году Пата образовал инструментальную группу Ra:IN, которая выступает и по сей день.
Сценический псевдоним Паты происходит из манги Patalliro!, так как ему говорили, что он напоминает главного героя.

## Карьера

### Ранние группы и X Japan
Пата самостоятельно научился играть на гитаре, используя Fender Stratocaster. Он основал свою первую группу в 1980 году. Два года спустя он создал группу Black Rose, позже известную как Judy, однако решил распустить её в 1985 или 1986 году. До роспуска на некоторых её выступлениях ударную установку занимал Ёсики. Когда в составе X происходили перемены, Пата предлагал Ёсики присоединиться к Judy, но он отказался. По словам Ёко из группы United, Пата являлся помощником Холли, недолгого участника X, во время туров группы и после присоединения к X использовал его гитару.
Впервые Пата сыграл с X в 1987 году как сессионный музыкант, исполнив песни «Stab Me in the Back» и «No Connexion» для сэмплер-альбома Skull Thrash Zone Volume I. После выступлений с группой на нескольких концертах он официально присоединился к ней в том же году. Дебютный альбом X, Vanishing Vision, вышел в 1988 году, в его поддержку группа провела большое турне. Впоследствии группа выпустила несколько коммерчески успешных альбомов: Blue Blood (1989), Jealousy (1991), Art of Life (1993) и Dahlia (1996). В сентябре 1997 года стало известно о грядущем распаде X Japan, прощальный концерт они провели 31 декабря 1997 года на арене «Токио Доум».

### Сольная карьера, Ra:IN, иные работы

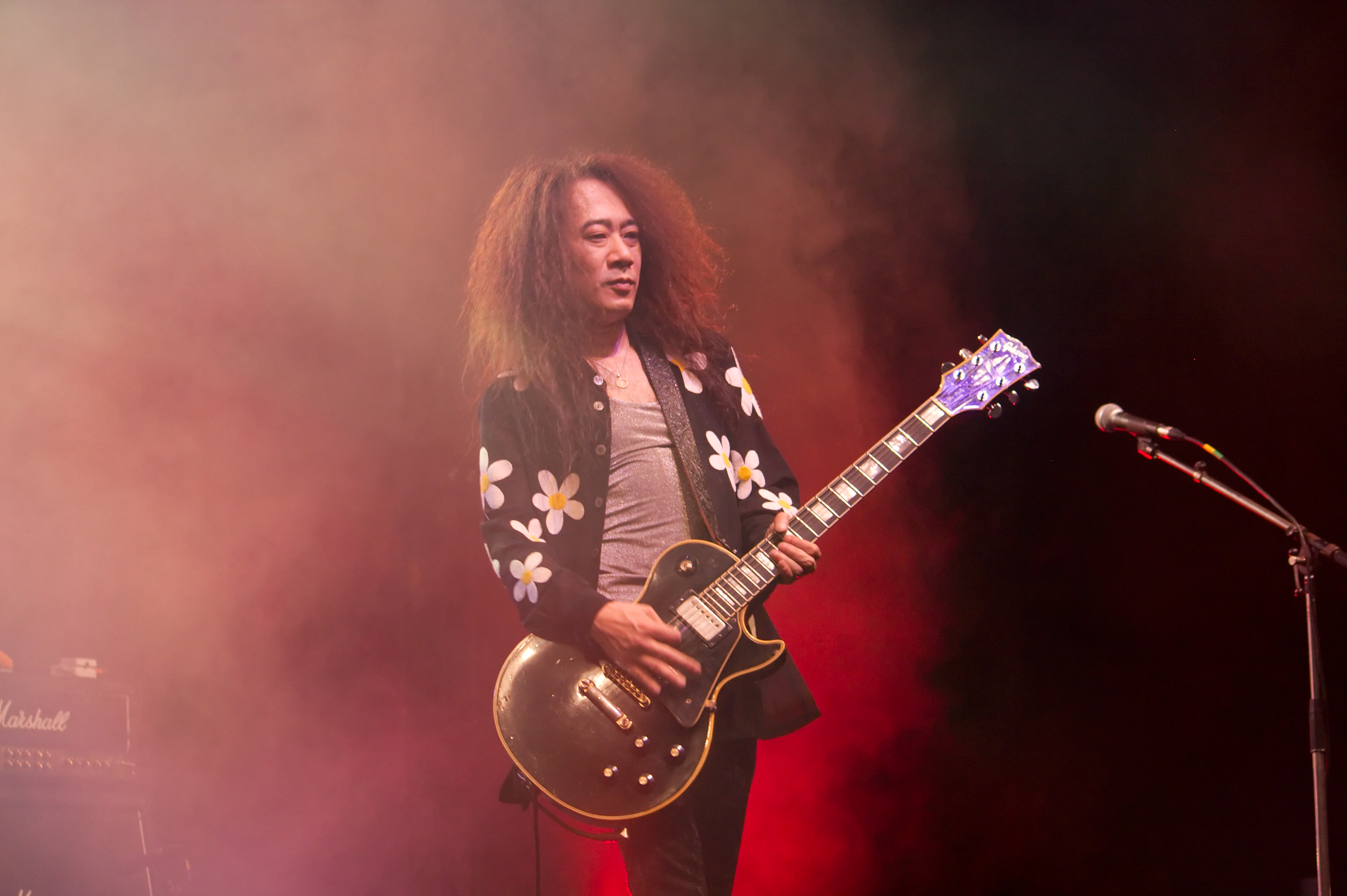
Пата выступает с Ra:IN на Japan Expo в 2008 году

В 1993 году, продолжая состоять в X Japan, Пата выпустил первый сольный альбом Pata, записанный при участии таких видных американских музыкантов, как Томми Олдридж, Тим Богерт, Майк Поркаро и Джеймс Кристиан. Его второй альбом Raised on Rock вышел через два года, свой вклад в него внесли Кристиан, Чак Райт и Кен Мэри. Также Пата выступал на многих концертах соло-гитариста X Japan Хидэ с 1994 по 1998 год. Через год после распада X Japan он с певцом NoB основал дуэт P.A.F. (сокращение от Patent Applied For). Примерно за год творчества они выпустили два альбома, один мини-альбом, один концертный альбом и два сингла. Позже Пата, Хит из X Japan и I.N.A. из Spread Beaver записали кавер-версию песни «Celebration» для трибьют-альбома 1999 года Tribute Spirits, посвящённого умершему Хидэ. В 2000 году они создали группу Dope HEADz, просуществовавшую два года.
В 2002 году Пата основал инструментальную рок-группу Ra:IN (сокращение от Rock and Inspiration) вместе с бас-гитаристом Митиаки и барабанщиком Тэцу, который играл с P.A.F. В 2007 году в коллектив пришёл клавишник Дай — бывший участник Spread Beaver. Группа и по сей день проводит концерты, а в 2009 году организовала продолжительный тур по Европе.
В 2003 году Пата сыграл на нескольких концертах Мияви, где также присутствовали Чиролин из Spread Beaver, Люк Такамура из Seikima II и Синъя Ямада из Luna Sea. В 2005 году он участвовал в записи альбома Нанасэ Айкавы R.U.O.K.?!, вклад в который внесли также Дай, Синъя, Крейзи Кул Джо из Dead End и бывший гитарист Megadeth Марти Фридман.

### Воссоединение X Japan

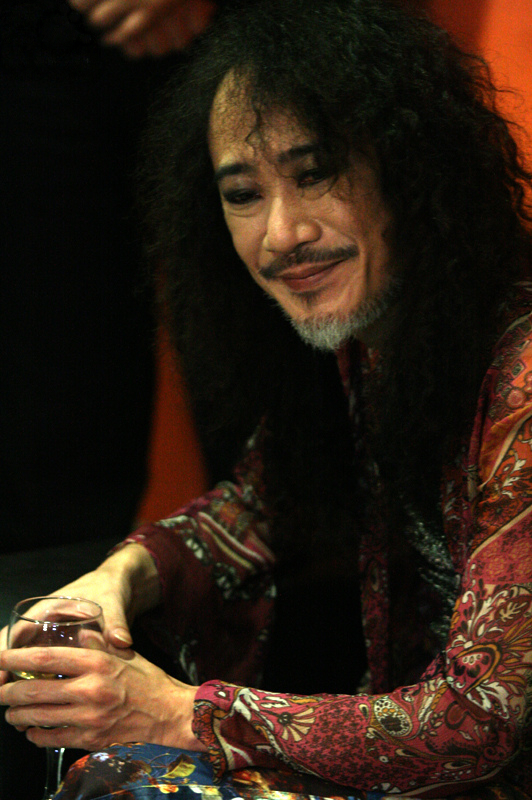
Пата в 2011 году

Как сообщала газета Sponichi, в ноябре 2006 года вокалист X Japan Тоси приезжал к Ёсики в Лос-Анджелес, чтобы работать над песней, посвящённую памяти Хидэ. В марте 2007 года Тоси сообщил на своём сайте, что он продолжил сотрудничество с Ёсики, добавив, что скоро запустится новый проект. Вскоре появились слухи о воссоединении X Japan, и в июне Ёсики, как освещалось в новостях, проявлял интерес в проведении тура и вёл переговоры с Хитом и Патой касательно их участия. 22 октября 2007 года X Japan объявили о воссоединении и через несколько месяцев выпустили песню «I.V.», которая стала закрывающей композицией фильма «Пила 4».
В 2010 году X Japan провела первый тур в Северной Америке, который длился с 25 сентября по 10 октября. Летом 2011 года группа провела первый тур в Европе, а с сентября по октябрь она отыграла пять концертов в Южной Америке и пять — в Азии.
22 сентября 2013 года Пата выступил на концерте, посвящённом памяти Хидэ и организованном Sexxx George из Ladies Room, вместе с Эби из Zi:Kill, Ёсихико из Heidi. и Каттом. 18 декабря того же года вышел трибьют-альбом Tribute VII -Rock Spirits-. В него вошла кавер-версия песни Хидэ «Pink Spider», которую исполнили Пата, Джо, I.N.A. и Чиролин из Spread Beaver и вокалист Шейм из Dope HEADz, объединившись под названием The Pink Spiders.
15 января 2016 года Пату доставили в отделение реанимации токийской больницы. У него диагностировали дивертикулит толстой кишки и тромбоз воротной вены, тем не менее состояние музыканта оценивалось как стабильное. В июне Ёсики сообщил, что Пату выписали из больницы в марте, однако ему пришлось вернуться для операции в августе. Пата заявил, что его выписали 10 августа. Из-за болезни гитариста X Japan отложили концерт 12 марта 2016 года в «Уэмбли Арене» в Лондоне почти на год. Он состоялся 4 марта 2017 года.

## Музыкальное оборудование

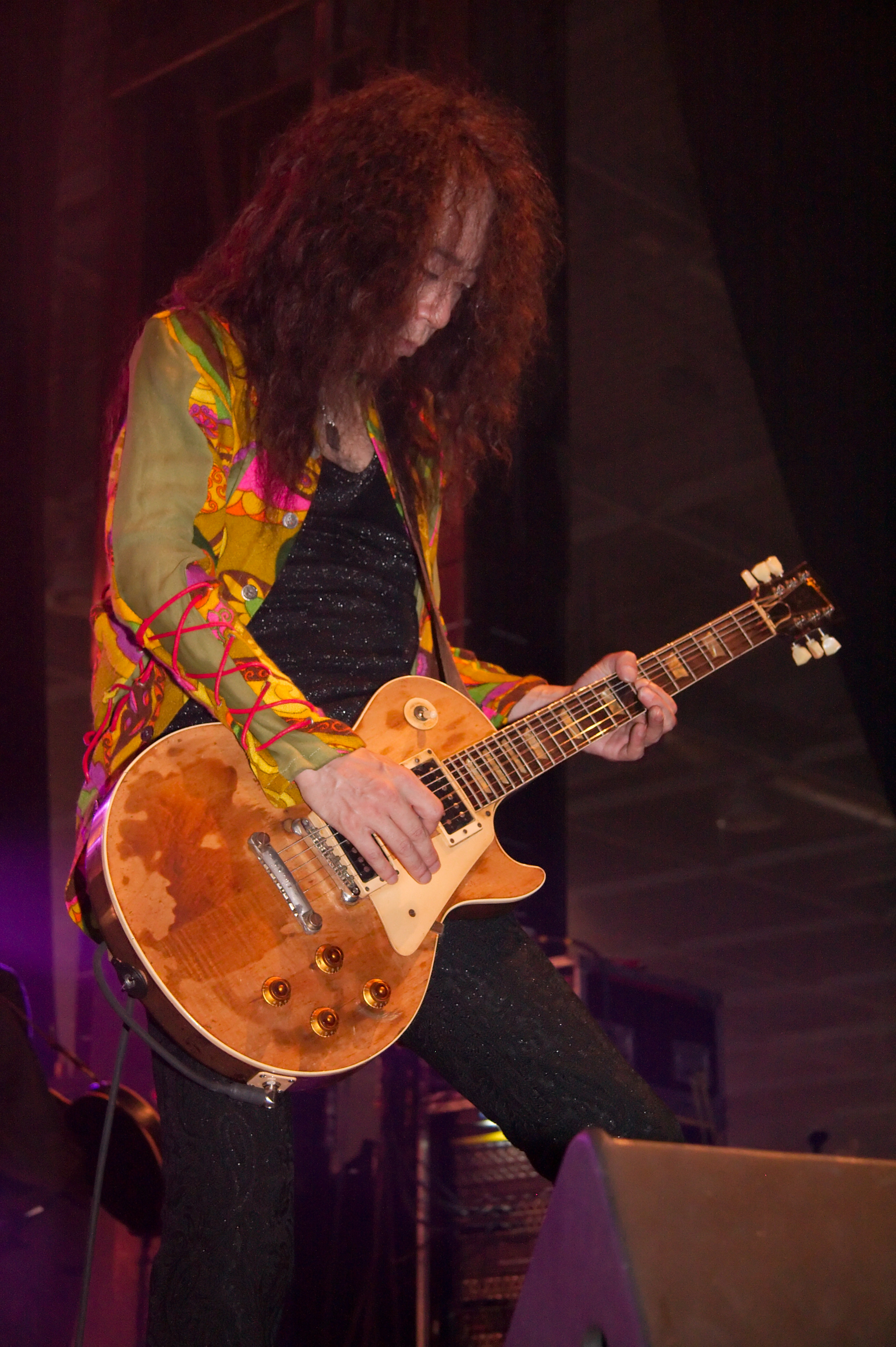
Пата играет на своём Les Paul по прозвищу Хагэ в 2009 году

Пата — единственный участник X Japan, который использует инструменты американского производства. Почти всегда он играет на Gibson Les Paul. В прошлом чаще всего играл на жёлтом Les Paul Standard 1959 года. С недавнего времени стал использовать модель 1955 года, у которого стёрлась позолота, что принесло инструменту прозвище Хагэ (яп. ハゲ, «лысый»), а также чёрный Les Paul Custom 1972 года. Иногда Пата играет на двухгрифовой гитаре Gibson EDS-1275. Также у него есть именная гитара EX-85P, изготовленная на основе Gibson Explorer компанией Burny, которая производит копии Gibson.

## Дискография
Сольные работы
- Pata (1993)
- «Fly Away» (1994)
- «Shine on Me» (1995)
- Raised on Rock (1995)
- Improvisation Guitar Style (2007)

С P.A.F.
- «Love & Fake» (1998)
- Patent Applied For (1998)
- «Slapstick Life» (1998)
- «The Big Time» (1999)
- Pat.#0002 (1999)
- Live (1999)

С Dope HEADz
- «Glow» (2001)
- «True Lies» (2001)
- Primitive Impulse (2001)
- Planet of the Dope (2002)

С Ra:IN
- «The Border» (2003)
- The Line (2003)
- Before the Siren (2006)
- Metal Box (2008)

С X Japan